# Monster Warriors
Monster Warriors est une série télévisée canadienne diffusée sur YTV au Canada et également sur Jetix depuis 2008 en France. Il a été créé par Wilson Coneybeare et produit par Coneybeare Stories Inc. La série s'est terminée le 26 juillet 2008, avec un téléfilm intitulé Monster Warriors Finale sur YTV.

## Synopsis

### Saison 1
La série, un croisement entre les Power Rangers et les Ghostbusters, suit les aventures de quatre adolescents qui se battent pour protéger la ville de Capital City de la colère vengeresse du vieux réalisateur fou et mécontent de Klaus Von Steinhauer qui possède la capacité d'amener ses monstres cinématographiques à la vie. Au cours de la série, diverses histoires élargissent la distribution de la série et les emplacements de la ville. Chaque semaine, les adolescents personnalisent des objets ménagers courants en armes utiles pour lutter contre des créations monstrueuses.

### Saison 2
La bataille se poursuit alors que les Monster Warriors travaillent depuis leur nouvelle cachette : un abri anti-bombe secret désert sous la maison de Luke. Les guerriers nouvellement équipés sont pris dans la bataille entre Von Steinhauer et le nouveau créateur de monstres (qui sera révélé plus tard comme le fils du surintendant McClellan, George Junior). Les nouveaux monstres sont mi-animal, mi-machine.

## Personnages

### Personnages principaux
Luke
Luke est le chef réservé mais coriace des Warriors. Il est riche, grand et beau et détient les clés de la décapotable violette du groupe et de leur siège à son domicile. Il est amoureux de Tabby. Bien qu'il agisse dur la plupart du temps, il a encore certaines craintes, en particulier des forêts. Sa fortune familiale vient de l'invention de ses parents militants écologistes de serrures de dépôt de pièces sur les caddies.
Antonio
Antonio est le génie scientifique sombre et beau du gang. En tant qu'immigrant récent à Capital City, il a consacré ses capacités intellectuelles considérables à apprendre à parler français sans aucune trace d'accent étranger, et il a une vaste connaissance de domaines comme la zoologie, l'astronomie, la géologie et l'histoire. Bien qu'il soit timide et plutôt ringard, il a encore de nombreuses admiratrices.
Tabby
Cette blonde de 17 ans se croit la deuxième aux commandes du groupe et est l'amoureuse de Luke. Elle est une inventrice d'as qui peut transformer des gadgets ménagers ordinaires en armes explosives de monstres. Elle est également capitaine de l'équipe de volley-ball et présidente de la classe de l'école et est une modèle de vertu, même si elle n'aime pas être appelée comme ça.
Vanka
Elle est la plus courageuse des Warriors et une pratiquante dévouée d'arts martiaux obscurs. Dure, féroce et pratiquement intrépide, la brune athlétique est cependant particulièrement mal à l'aise avec les hauteurs, a échoué à plusieurs reprises à son examen de conduite et a eu une série de petits amis désespérés. Elle développe plus tard une relation avec Antonio.

### Autres personnages récurrents
- Klaus Von Steinhauer : Le réalisateur de Monster est devenu un créateur de monstres fou.
- Missy Gore : Perky, une employée d'une compagnie d'électricité de la ville narcoleptique est devenue une acolyte méchante (Saison 1). Bien qu'elle ait développé des sentiments pour Klaus beaucoup plus âgé, dans la saison 2, elle est partie à l'école de dentisterie.
- Maire Mel : Maire de Capital City, un ancien acteur des films de Von Steinhauer est devenu vendeur de piscine hors sol devenu politicien avec une foi sans fin dans les Monster Warriors. (Peut-être basé sur l'ancien maire de Toronto, Mel Lastman)
- Henry : Un jeune garçon qui envoie des messages du futur et est le leader de la future rébellion de la capitale.
- Kreeger : Grand expert en films de monstres barbus et propriétaire de la boutique de location de films/BD et objets de collection Monster Vidéo.
- Surintendant McClellan : Le conseiller ambitieux et incompétent du maire Mel qui soupçonne constamment que les adolescents sont à l'origine de tous les actes répréhensibles dans la capitale. Il devient maire lors de la deuxième saison, mais démissionne et redevient surintendant dans Astrosaurus vs Gigantobeast. Il est toujours au téléphone ou en train de crier.
- Dink Doorman : Un journaliste dont les histoires tournent souvent autour des Monster Warriors et de leurs combats et qui anime également une émission de cinéma appelée Le film du gros argent. Apparemment, ne connaît pas le sens du mot «incrédule», souvent en l'utilisant au lieu de «incroyable».
- Le chef des pompiers Holswade : Le père de Tabby, le chef des pompiers.
- Eustace McCafferty : lycéen ringard qui est dans le club scientifique de l'école et le club d'astronomie.

## Casting
- Jared Keeso (VF : Benjamin Pascal) : Luke
- Lara Amersey : Vanka
- Mandy Butcher : Tabby
- Yani Gellman : Antonio
- Seán Cullen : Klaus Von Steinhauer
- Glenn Coulson : Dink Dorman
- Mike Nug Nahrgang : Kreeger
- Adam Growe : le surintendant McClellan

### Nouveaux personnages dans la saison 2
- Le Créateur de monstres mystérieux : Un citoyen insoupçonné de Capital City, le nouvel agent des extraterrestres pour créer des monstres plus dangereux.
- Lucy : Une fille brillante et, comme le dit Antonio, mignonne que Luke va rencontrer à la patinoire de hockey.
- George Junior : Le fils du surintendant McClellan, qui est finalement révélé comme le Créateur de Monstres (libéré du contrôle extraterrestre, il n'est plus maléfique).
- Dana, la serveuse : Une fille heureuse et sans fioritures qui travaille au restaurant local et à la société de soutien technique locale.
- Général Grabjaw : Le chef des extraterrestres.
- Ely Henry : Comme Eustache.

## Monstres
- Des extraterrestres mystérieux : Une race inconnue d'aliens chauves et colorés contrôlant secrètement ceux qui créent les monstres. Ils peuvent prendre une forme humaine et leur plan est de détruire Capital City, bien que la raison en soit inconnue.
- Araignées géantes : Le premier des monstres que combattent les guerriers. (probablement basé sur Kumonga)
- Kraken : Un calmar géant qui détruit le jour du port dans la ville et aspire l'un des guerriers.
- Alligators géants : Trouvés dans les égouts.
- Bourdon de 60 pieds : Il a essayé de drainer l'alimentation électrique de Capital City.
- Équipage de squelette : Une petite équipe de frappe tactique composée de squelettes verts vivants qui ont tenté d'empoisonner l'eau de Capital City.
- T. Rex : Trouvé dans un carnaval.
- Anaconda géant : Trouvé dans les bois du nord. (probablement basé sur Manda)
- Zombie Alien de la planète Zeenom : Non lié aux extraterrestres mystérieux bien qu'il leur ressemble, il a été créé par accident lorsque la Monster Machine de Klaus s'est cassé et a zappé la bande dessinée de Missy. Ce monstre géant intelligent et bienveillant est présenté dans les saisons 1 et 2.
- Ptérodactyles : Ce monstre est présenté dans la saison 1 et la saison 2. (peut-être basé sur Rodan)
- Mante religieuse : Ce monstre a également été présenté dans les deux saisons. (probablement basé sur Kamacuras)
- Vigne tueuse : Une vigne qui pousse et grandit et est ensuite tuée par la limace géante.
- Limace géante : Un monstre envoyé par Klaus pour empêcher la vigne tueuse de le manger.
- Papillon carnivore : Un papillon qui mange de la viande et peut enchanter ses victimes par sa beauté afin de pouvoir les attraper plus facilement. (probablement basé sur Mothra)
- Cafards : Ils ont été frits par une explosion de gaz sous la capitale.
- Dragon : Un dragon qui capture Vanka.
- Monstre de glace : Un monstre de glace de 7,6 m de haut. Ce monstre est présenté dans les deux saisons.
- Homard : Sorti d'une plage de la capitale.
- Blob : Un monstre qui semble en quelque sorte consommer le maire Mel et a presque fait de même avec Vanka.
- Ver de terre : Un ver de terre qui mange les trains de métro.
- Un monstre indésirable radioactif géant : L'une des expériences apparemment ratées de Klaus, mais quand il l'a jetée, elle a commencé à absorber tout le métal de la casse, devenant une menace radioactive si mortelle que même Klaus voulait la détruire.
- Termites : trouvés dans le sous-sol de la caserne de pompiers. Puis la reine a piégé le maire Mel à l'hôtel de ville.
- Monstre de boue géante : Un monstre fait de boue. (probablement basé sur Hedorah)
- Piranhas mangeurs d'hommes : Poissons mangeurs d'hommes qui peuvent voler et sortir de l'eau.
- Énorme coccinelle : A été ramenée à sa taille normale par l'arme de Tabby qui a ensuite été brisée. Klaus n'a jamais eu la chance de le terminer, c'est donc l'un des rares monstres sympathiques.
- Concombre de mer géant : Mange le nouveau professeur de Vanka, qui était apparemment un «extraterrestre mystérieux» déguisé.
- Armée de grenouilles géantes : Grenouilles de 7,6 m de haut.
- Bogues puantes : Contrairement à d'autres monstres, ces essaims géants de punaises puantes représentent un grand danger pour Capital City. Ils utilisent leur poudre puante pour étouffer ou empoisonner les ennemis.
- Mechanical Monkey : Un singe robotique géant, surintendant de chasse McClellan. (éventuellement basé sur Mechani-Kong).
- Giant Jelly Fish : Un monstre naturel qu'Antonio a accidentellement fait sortir lorsqu'il testait du matériel de recherche sous-marin.
- Big Foot : Un monstre naturel trouvé dans les bois du nord.
- Mega Bat : Des chauves-souris géantes avec de grandes défenses qui peuvent empaler les victimes ci-dessous.
- Sangsues : Sangsues de 15m de haut.
- Monumonsters : Statues hors du parc de la capitale.
- Troglothals : Monstres ressemblant à des trolls borgnes fabriqués à partir de figurines d'action.
- Astrosaurus : Un dinosaure de lave en fusion.
- Gigantobeast : Un robot géant.
- Bogues informatiques : émergé du système informatique.
- Lagoon Man : Un monstre né d'une légende de la capitale.
- Ratlaser : Un rat géant qui a mangé le monstre de Luke et a muté. C'est la conviction d'Antonio que le rat provenait d'autres monstres qu'ils ont vaincus dans le passé, en particulier le papillon carnivore géant et le monstre indésirable, et que le rat était autrefois de taille normale.
- Pingouins gigantesques
- Gnomes : Les gnomes de jardin prennent vie après qu'une des inventions de Klaus Von Steinhauer se soit produite accidentellement.

## Épisodes

### Saison 1
Ceci signifie les épisodes disponibles sur DVD. *
| Numéro | Titre de l'épisode                       | Monstre                      |
| ------ | ---------------------------------------- | ---------------------------- |
| 1      | L'invasion des araignées géantes         | Araignée géante              |
| 2      | Le Monstre des grands fonds              | Kraken                       |
| 3      | Alligators                               | Famille d'alligators         |
| 4      | Bzz bzz                                  | Bourdon                      |
| 5      | Terreur dans le métro                    | Ver de terre                 |
| 6      | L'incroyable monstre de glace            | Monstre de glace             |
| 7      | L'aube du dragon                         | Dragon                       |
| 8      | L'attaque de l'anaconda géant            | Anaconda                     |
| 9      | L'invasion du homard géant               | Homards géants               |
| 10     | L'attaque des squelettes                 | Gang de squelettes           |
| 11     | L'attaque du monstre radioactif          | Monstre radioactif           |
| 12     | Les ptérodactyles                        | Ptérodactyle                 |
| 13     | Les tyrannosaures de la maison hantée    | Tyrannosaure                 |
| 14     | L'attaque du papillon carnivore géant    | Papillon carnivore           |
| 15     | La menace de la vigne vierge géante      | Vigne tueuse & Limace géante |
| 16     | Alerte au blob                           | Blob                         |
| 17     | L'attaque du zombie de la planète Zénom  | Zombie Alien                 |
| 18     | L'invasion des cafards géants            | Cafards                      |
| 19     | Mantes sans foi ni loi                   | Mante religieuse             |
| 20     | La revanche du monstre de boue           | Monstre de boue géante       |
| 21     | L'attaque des termites                   | Termites                     |
| 22     | Le jour des piranhas                     | Piranhas mangeurs d'hommes   |
| 23     | L'attaque de l'affreuse bête à bon Dieu  | Coccinelle                   |
| 24     | Voyage au cœur du concombre de mer géant | Concombre de mer géant       |
| 25     | Les grenouilles géantes                  | Grenouilles géantes          |
| 26     | La vengeance de la grenouille            | Armée de grenouilles géantes |

### Saison 2
| Numéro | Titre de l'épisode     | Monstre |
| ------ | ---------------------- | --- |
| 1      | Titre français inconnu | Punaises |
| 2      | Titre français inconnu | Punaises |
| 3      | Titre français inconnu | Mantes religieuses |
| 4      | Titre français inconnu | Zombie Alien & Singe de l'espace |
| 5      | Titre français inconnu | Singe mécanique |
| 6      | Titre français inconnu | Singe mécanique |
| 7      | Titre français inconnu | Méduse géante |
| 8      | Titre français inconnu | Chauve-souris géantes |
| 9      | Titre français inconnu | Big Foot |
| 10     | Titre français inconnu | Ptérodactyles |
| 11     | Titre français inconnu | Sangsues |
| 12     | Titre français inconnu | Monstres |
| 13     | Titre français inconnu | Monstres ressemblant à des trolls borgnes |
| 14     | Titre français inconnu | Dinosaure de lave en fusion et un robot géant |
| 15     | Titre français inconnu | Bogues informatiques |
| 16     | Titre français inconnu | Légende de l'homme Lagune de Capital City |
| 17     | Titre français inconnu | Rat muté géant |
| 18     | Titre français inconnu | Monstre de glace |
| 19     | Titre français inconnu | Pingouins gigantesques |
| 20     | Titre français inconnu | Gnomes |
| 21     | Titre français inconnu | Fourmis |
| 22     | Titre français inconnu | L'abominable homme des neiges |
| 23     | Titre français inconnu | Oiseau kirubien |
| 24     | Titre français inconnu | Gang de squelettes |
| 25     | Titre français inconnu | UltiBête |
| 26     | Titre français inconnu | UltiBête, Grenouille géante, Monstre de boue géant, Cafards géants, Astrosaurus, Gigantobeast, Ptérodactyles, Dragon, Singe mécanique, Sangsues bondissantes géantes, Mantes religieuses |

## Anecdotes
Le créateur de l'émission Wilson Coneybeare est le fils de l'acteur canadien Rod Coneybeare qui fait une apparition dans un épisode en tant qu'ancien maire sans-abri de Capital City[réf. nécessaire].